# Venushår-slægten
Venushår-slægten (Adiantum) er en stor slægt af bregner i Venushår-familien. Slægten har ca. 200 arter. Ingen vildtvoksende i Skandinavien, men flere dyrkes som haveplanter eller stueplanter. Slægtens "latinske" navn kommer af græsk og betyder "bliver ikke våd" som hentyder til at bladene er vandskyende.
Disse bregner er karakteristiske, med mørke – ofte sorte – bladstilke, og kraftigt lyst grønne blade, der typisk er spinkle. Venushår er ofte krybende og vokser på humus-rig jord som skal være veldrænet men dog konstant fugtig. Ofte i klippe-sprækker og gerne nær strømmende vand eller vandfald.
De fleste arter forekommer i Andesbjergene i Sydamerika men der er også en del arter i det østlige Asien. Kun Adiantum capillus-veneris forekommer vildtvoksende i Europa, men kun i fugtige, milde egne som den sydlige Atlanterhavskyst, Irland og det vesligste England.
| Arter i Danmark |

- Ægte venushår (Adiantum capillus-veneris)
- Canadisk venushår (Adiantum pedatum)
- Himalayavenushår (Adiantum venustum)
- Sølvvenushår (Adiantum peruvianum)

| Portal | Portal:Botanik |

| Botanik | Spire Denne botanikartikel er en spire som bør udbygges. Du er velkommen til at hjælpe Wikipedia ved at udvide den. |